# Плавання на Чемпіонаті Європи з водних видів спорту 2018 — 1500 метрів вільним стилем (жінки)
Змагання з плавання на дистанції 1500 метрів вільним стилем серед жінок на Чемпіонаті Європи з водних видів спорту 2018 відбулися 6 (попередні запливи) та 7 серпня (фінал).

## Рекорди
|                   | Спортсмен      | Країна   | Час      | Місто        | Дата           |
| ----------------- | -------------- | -------- | -------- | ------------ | -------------- |
| Світовий рекорд   | Кейті Ледекі   | США      | 15:20.48 | Індіанаполіс | 16 травня 2018 |
| Рекорд Європи     | Лотте Фрійс    | Данія    | 15:38.88 | Барселона    | 30 липня 2013  |
| Рекорд чемпіонату | Богларка Капаш | Угорщина | 15:50.22 | Лондон       | 21 травня 2016 |

## Результати

### Попередні запливи
| Місце | Заплив | Доріжка | Ім'я              | Країна      | Час      | Примітки |
| ----- | ------ | ------- | ----------------- | ----------- | -------- | -------- |
| 1     | 2      | 4       | Сімона Квадарелла | Італія      | 16:05.33 | Q        |
| 2     | 1      | 4       | Сара Келер        | Німеччина   | 16:06.72 | Q        |
| 3     | 2      | 5       | Аяна Кеселі       | Угорщина    | 16:19.14 | Q        |
| 4     | 1      | 5       | Юлія Гасслер      | Ліхтенштейн | 16:19.89 | Q        |
| 5     | 2      | 2       | Тьяса Одер        | Словенія    | 16:21.82 | Q        |
| 6     | 1      | 3       | Хімена Перес      | Іспанія     | 16:25.02 | Q        |
| 7     | 2      | 6       | Таміла Голуб      | Португалія  | 16:25.29 | Q        |
| 8     | 1      | 6       | Селін Ріедер      | Німеччина   | 16:27.79 | Q        |
| 9     | 2      | 3       | Діана Дураес      | Португалія  | 16:36.03 |          |
| 10    | 2      | 1       | Елена Бах         | Данія       | 16:48.05 |          |
| 11    | 1      | 2       | Марлен Кахлер     | Австрія     | 16:49.10 |          |
| 12    | 1      | 7       | Марія Грандт      | Данія       | 16:54.92 |          |
| 13    | 1      | 1       | Аріанна Валлоні   | Сан-Марино  | 16:59.16 |          |
| 14    | 2      | 8       | Беріл Бочеклер    | Туреччина   | 17:00.94 |          |
| 15    | 1      | 8       | Ганна Ерікссон    | Швеція      | 17:25.11 |          |
| 16    | 2      | 7       | Катя Фейн         | Словенія    | DNS      | DNS      |

### Фінал[1]
| Місце | Доріжка | Ім'я              | Країна      | Час      | Примітки |
| ----- | ------- | ----------------- | ----------- | -------- | -------- |
| 1     | 4       | Сімона Квадарелла | Італія      | 15:51.61 |          |
| 2     | 5       | Сара Келер        | Німеччина   | 15:57.85 |          |
| 3     | 3       | Аяна Кеселі       | Угорщина    | 16:03.22 |          |
| 4     | 2       | Тьяса Одер        | Словенія    | 16:10.46 |          |
| 5     | 6       | Юлія Гасслер      | Ліхтенштейн | 16:14.15 |          |
| 6     | 7       | Хімена Перес      | Іспанія     | 16:16.41 |          |
| 7     | 1       | Таміла Голуб      | Португалія  | 16:26.82 |          |
| 8     | 8       | Селін Ріедер      | Німеччина   | 16:26.83 |          |